# アイフル

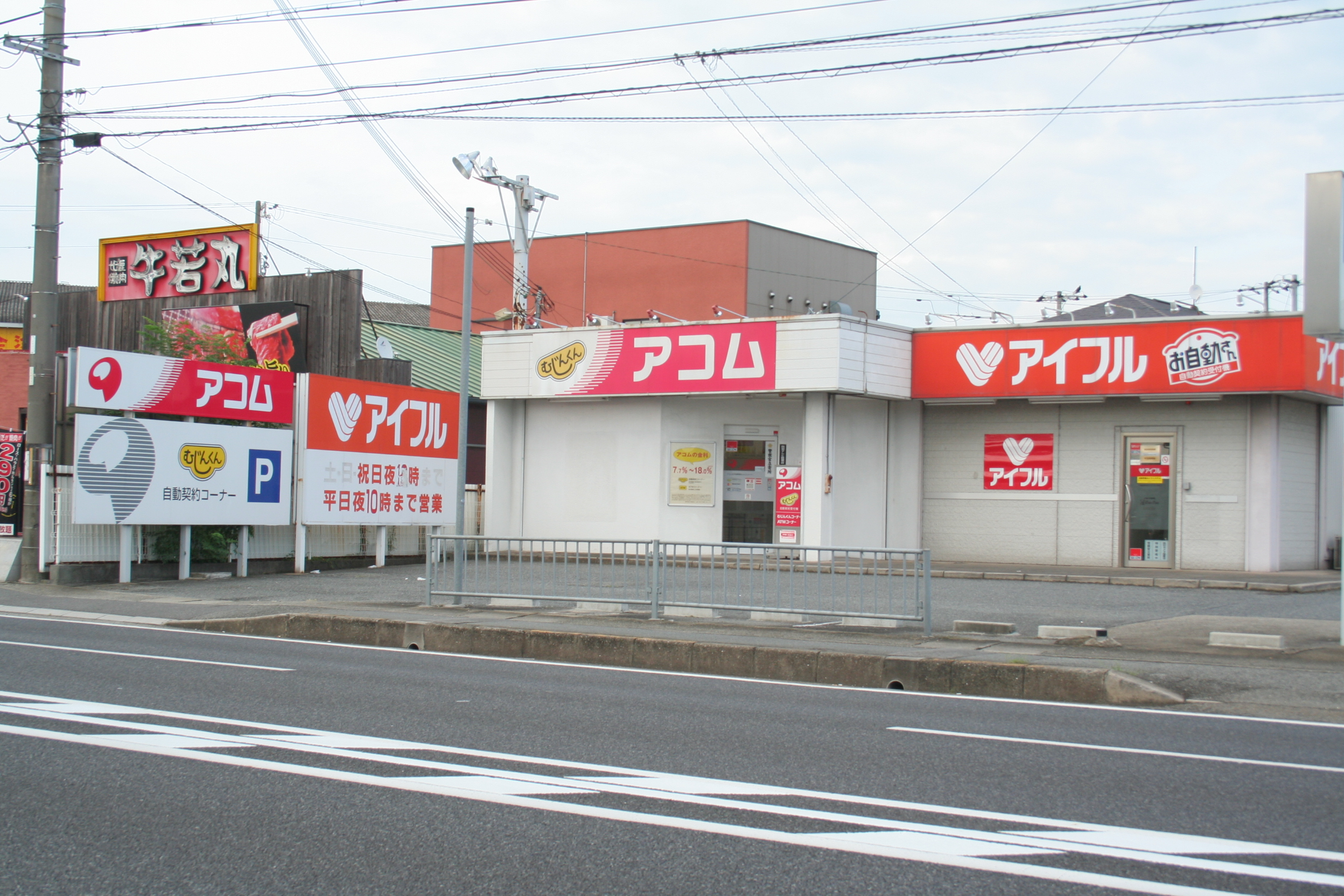
無人店舗「お自動さん」（写真右側）

アイフル株式会社（英: AIFUL CORPORATION）は京都市下京区に本社を置く、日本の消費者金融・カードローン業者。
アコム（三菱UFJフィナンシャルグループ）やSMBCコンシューマーファイナンス（三井住友フィナンシャルグループ傘下でプロミス、モビットなどを展開）とは異なり、メガバンクを親会社に持たない独立系消費者金融会社である。

## 概要
貸金業登録番号は近畿財務局長（13）第00218号。社団法人京都府貸金業協会会員番号は第476号。消費者金融連絡会加盟社。MasterCard発行会社。社団法人日本経済団体連合会（経団連）元会員。
クレジットカード（信販）のライフカード、事業者金融（事業者ローン）のアイフルビジネスファイナンスなどを子会社に持つアイフルグループの中核企業（事業持株会社）でもある。

## 商号（社名）
商号の由来は、英語の Affection（愛情や優しさ）・Improvement（努力や進歩）・Faithfulness（忠実や信頼）・Unity（結束）・Liveliness（活気良い）のイニシャルを繋げたもの。
ちなみに2004年（平成16年）から2005年（平成17年）3月まで、クレジット内の企業名は "eye-ful corporation” と表記されていたが、その後は会社の英語名 “aiful corporation” が使用された。

## 事業再生
独自のスコアリングシステムによる与信ノウハウを有しており、テレビCMで起用したチワワの効果もあり、増収増益を維持していた。

しかし、強引な営業活動や悪質な取り立てなどの違法行為が社会問題となり、2005年（平成17年）4月16日に「アイフル被害対策全国会議」（通称・アイフル被害者の会）が被害者や弁護士・司法書士らにより結成された。また、2006年（平成18年）4月14日に財務省近畿財務局長がアイフルに、全店舗の業務停止命令を出した。
これを受けて2006年（平成18年）4月から2か月間のCM自粛を発表し、2002年（平成14年）から放送されてきた「チワワのCM」のシリーズが打ち切られた。
同社の株価も、2006年（平成18年）1月には一時期1万円台まで上昇していたが、業務停止命令により下落し、2007年（平成19年）1月には半分以下の4000円台、2008年（平成20年）1月には1000円台、2009年（平成21年）1月には300円台、2009年（平成21年）3月には100円を切る状況にまでなった。2008年（平成20年）の売上4000億円を最後に顧客数・貸付金・売上共に減少し経営が悪化が表面化していった。さらに、グレーゾーン金利廃止に従い、上限金利を20.0%（当時）に引き下げた為、収益が減少し経営が益々悪化した。2010年（平成22年）度決算では、3000億円近い大幅赤字になった。
2009年（平成21年）9月18日、産業活力再生特別措置法所定の特定認証紛争解決手続（事業再生ADR）を利用しての私的整理による再建を図る方針を表明。9月24日に事業再生ADRの認証団体である事業再生実務家協会に申請し、同日受理され、同12月24日、ADRが成立した。
2014年（平成26年）6月13日、取引金融機関に対し、債務返済の軽減措置の5年間延長を求め、債権者会議で合意した。本業が上向き、金融支援継続は決まったものの、依然として経営環境は厳しいと報じられている。
2015年（平成27年）8月25日、取引金融機関から返済を猶予されていた融資527億円を前倒しで完済した。これによって取引金融機関からのアイフルに対する金融支援は終了した。

## 取り立てなどに関する問題
消費者金融大手であるアイフルの強引な営業活動や、脅迫的な取り立てなどが違法だと社会問題視され、2005年（平成17年）4月16日、「アイフル被害対策全国会議」が被害者や弁護士・司法書士を中心に結成され、同会議が金融庁に意見書を提出。金融庁と財務省近畿財務局も6月頃からこの問題を調査していたが、2006年（平成18年）4月14日、およそ1900あるアイフル全店舗（無人店舗も含む）に対して業務停止命令を出した。
業務停止の期間は、5月8日からで、特に違法とされた五稜郭支店（北海道函館市）・西日本管理センター3係（滋賀県草津市）・新居浜支店（愛媛県新居浜市）が6月1日までの25日間、諫早支店（長崎県諫早市）・コンタクトセンター福岡カウンセリングセンター九州（福岡県福岡市）が5月27日までの20日間、残りの全店舗が5月10日までの3日間。
金融庁はこの命令について、「法令に基づき対処した」と述べている。アイフルは記者会見で「早期の信頼回復に努めたい」と、CM・新聞・雑誌広告や街頭でのポケットティッシュの配布などを2か月間自粛する意向を示した。
一部の店だけに限らず全ての店舗が業務停止命令の対象となったのは、2005年（平成17年）11月25日の事業者金融（商工ローン）最大手のSFCG（旧商工ファンド）以来で、消費者金融大手では初である。
また、2007年（平成19年）1月20日からのCMの放送再開により、アイフル被害対策全国会議が民放各局や日本広告審査機構、アイフルに抗議している。
アイフル被害対策全国会議は、子会社のライフも損害賠償・CM差し止め訴訟の対象としている。

## 沿革

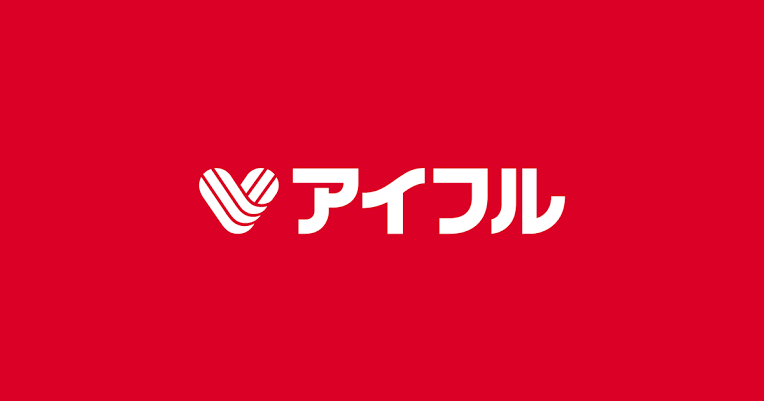
2022年まで使用された旧ロゴ

- 1967年（昭和42年）4月 - 福田吉孝(1947年10月14日生まれ[12])が個人経営として消費者金融業を創業。
- 1978年（昭和53年）2月 - 株式会社丸高を、京都市左京区に資本金900万円で設立。
- 1982年（昭和57年）5月 - 株式会社丸高が関連会社3社（株式会社大朝・株式会社山勝産業・株式会社丸東）を吸収合併、資本金が5億円になり、アイフル株式会社に商号を変える。
- 1997年（平成9年）7月30日 - 日本証券業協会に株式を店頭登録。
- 1998年（平成10年）10月1日 - 東京証券取引所市場第二部・大阪証券取引所市場第二部・京都証券取引所に上場。
- 2000年（平成12年）3月1日 - 東京証券取引所市場第一部・大阪証券取引所市場第一部に指定。
- 2001年（平成13年）3月 - 信販事業を手掛ける株式会社ライフを完全子会社化。
- 2002年（平成14年）10月 - 事業者ローン事業を手掛ける株式会社シティズを完全子会社化。
- 2003年（平成15年）1月21日 - 日本経済団体連合会（経団連）に加盟。
- 2005年（平成17年）
  - 4月16日 - 「アイフル被害対策全国会議」が、被害者の会や弁護士・司法書士を中心に結成される。
  - 4月18日 - 同会議代表の弁護士が財務省近畿財務局長へ、アイフルに行政処分をするよう申し立てる。
  - 9月16日 - 同会議が新聞・民放各社へ、アイフルの広告の掲載・放送を中止するよう申し立てる。
- 2006年（平成18年）4月14日 - 財務省近畿財務局長から、全店舗の業務停止命令を受ける。2か月間、CMの放送などを自粛。
- 2009年（平成21年）
  - 9月17日 - 住友信託銀行、あおぞら銀行らに対し、事業再生ADRを利用した私的整理を打診。債務総額3000億円。
  - 9月24日 - 事業再生ADRの利用を事業再生実務家協会に申請、同日受理される。
- 2009年（平成21年）9月30日 - 旧・かざかファイナンスグループのネオラインキャピタルに後述の完全子会社4社を売却した。
- 2010年（平成22年）4月2日 - 大阪証券取引所上場廃止（東証1部は存続）。
- 2011年（平成23年）7月1日 - グループ再編により子会社4社（株式会社ライフ、株式会社シティズ、株式会社シティーグリーン、株式会社マルトー）を吸収合併。その際、株式会社ライフの信販事業等は会社分割によりライフカード株式会社へ承継される。
- 2019年（平成31年）4月22日 - 既存の有人店舗をグループ内の商材を販売する法人営業組織へ移行[13]。
- 2022年（令和4年）7月7日 - 従来からのハートマークを継承しつつ、3本線の向きを反対の右上がりに変え、逆ハの字の2本線を加えた「アートシンボル」と丸みのあるタイポグラフィをベースに右上がりの線を繰り返し、「アイ」と「フル」を2行にして正方形内に収めた社名ロゴで構成された「メインアイコン」とする新VI（ビジュアルアイデンティティ）を発表[14]。

## 創業者
福田吉孝（1947年10月14日生まれ、京都府出身）は、1967年に個人営業の貸金業「松原産業」を起業。1976年に法人化して株式会社大朝を設立し社長となり、1980年に株式会社丸高、株式会社丸東、株式会社山勝産業の各取締役、1981年に大朝地所株式会社代表取締役社長に就任、1982年に丸高に大朝、丸東、山勝産業を吸収合併しアイフル株式会社とし、代表取締役社長となる。高利により急成長した消費者金融界の代表企業となり、2005年には総資産56億ドルを築いて日本有数の富豪となった。2017年には小倉百人一首文化財団の代表理事となり、嵯峨嵐山文華館を開館、2019年には福田美術館を設立した。2020年にアイフル代表取締会長となり、長男の福田光秀（1980年6月16日京都市生まれ、専修大学卒）が社長に就任した。長女の川畑光佐は福田美術館館長、小倉百人一首文化財団専務理事などを務める。

## グループ企業

### 連結子会社
国内
- ライフカード株式会社（クレジットカード・プリペイドカード・信用保証・収納代行事業：2010年（平成22年）7月設立、2011年(平成23年)7月ライフから分割承継）
- アイフルビジネスファイナンス株式会社（事業者ローン・不動産担保ローン・ファクタリング事業：2001年(平成13年)1月設立、2020年(令和2年)7月ビジネクスト株式会社から商号変更）
- AG債権回収株式会社（サービサー・企業再生事業：2001年(平成13年)11月設立、2020年(令和2年)7月アストライ債権回収株式会社から商号変更）
- AGキャピタル株式会社（ベンチャーキャピタル事業：2004年(平成16年)3月買収、同年7月国際キャピタル株式会社からニュー・フロンティア・パートナーズ株式会社に商号変更、2016年(平成28年)4月再度商号変更）
- AGギャランティー株式会社（自社割賦信用保証・個別信用購入斡旋事業：2020年(令和2年)7月ライフギャランティー株式会社からアイフルギャランティー株式会社に商号変更、2022年(令和4年)7月再度商号変更）
- AGパートナーズ株式会社（企業再生事業：2018年(平成30年)4月設立、2020年(令和2年)7月アストライパートナーズ株式会社からアイフルパートナーズ株式会社に商号変更、2022年(令和4年)7月再度商号変更）
- AGストックセンター株式会社（倉庫・文書管理代行事業：2020年(令和2年)7月株式会社ライフストックセンターからアイフルストックセンター株式会社に商号変更、2022年(令和4年)7月再度商号変更）
- AGミライバライ株式会社（後払い決済事業：2020年(令和2年)6月設立）
- AGメディカル株式会社（診療報酬等担保ローン事業：2020年(令和2年)7月設立）
- AGクラウドファンディング株式会社（貸付型クラウドファンディング事業：2020年(令和2年)8月設立）
- AG住まいるリースバック株式会社（リースバック事業：2019年(令和元年)8月設立、2022年(令和4年)7月アイフル住まいるリースバック株式会社から商号変更）

海外
- AIRA & AIFUL Public Company Limited（タイでの無担保ローン事業：2014年(平成26年)12月アイラキャピタル(タイ)との合弁会社として設立、2017年(平成29年)6月連結子会社化）
- PT REKSA FINANCE（インドネシアでの中古車ローン事業：2017年(平成29年)5月株式取得）

### 持分法適用会社
- あんしん保証株式会社（家賃債務の保証事業：2002年(平成14年)2月設立、アイフル 36%）※東京証券取引所 スタンダード市場に上場

### かつてのグループ企業
- 2007年（平成19年）3月にアイフルが吸収合併したインターネット無担保ローン子会社。
  - ネットワンクラブ株式会社（アイフル 100%、2005年（平成17年）9月設立）
  - idクレジット株式会社（アイフル 100%、2005年（平成17年）9月設立）
- 2009年（平成21年）9月30日にネオラインキャピタルに売却された4社。
  - トライト株式会社（アイフル 100%、2004年（平成16年）4月設立）現社名株式会社ギルド
  - 株式会社ワイド（アイフル 100%、2004年（平成16年）6月買収）現社名株式会社アペンタクル
  - 株式会社ティーシーエム（アイフル 100%、2005年（平成17年）2月買収）現社名株式会社コムレイド
  - 株式会社パスキー（アイフル 100%、2005年（平成17年）3月買収）
- 2011年（平成23年）7月にアイフルが吸収合併した子会社2社。
  - 株式会社ライフ（アイフル 95.88%、2001年（平成13年）3月買収）
  - 株式会社シティズ（アイフル 100%、2002年（平成14年）10月買収）

## CM
- 1980年代は、あべ静江がメインで出演し、少女と窓際で佇み、少女のズボンのポケットには何も入っていなかったが、あべ静江のポケットからはハートの形をしたアクセサリーを出して「愛のある マネーポケット」とコピーを言う作品などのTVCMが放送されていた。
- 1990年代前半は松本伊代を起用したり（キャッチは「生活じょーず、アイフル」）、関西だけのローカルコマーシャルで同社の自動契約機「お自動さん」とともに知られるようになった（後に全国展開）。
- 1990年代末期は、辰田さやからの「アイ・フル・ユー。」。
- 2001年（平成13年）から和田聰宏らの「どうする? アイフル!」シリーズ（スキューバーダイビングやバイクのツーリングに誘われ、待ち合わせ時にシュノーケリングの格好や自転車といった貧相な恰好で笑顔で登場し、仲間が唖然とし、男声で「どうする? アイフルー」と驚愕的に歌うBGMが入るもの）。ジングルの作曲は川嶋可能。
- 2002年（平成14年）8月15日からビーコン・コミュニケーションズが制作したチワワのくぅ〜ちゃんを使ったテレビCM（一作目は「ペットショップ編」）が有名となっていく。CMキャラクターは、俳優の清水章吾と本多彩子が父娘の役柄で出演していたが、2003年（平成15年）後半頃に娘が結婚するという作品を以て本多が実質降板したため、清水とくぅ〜ちゃんのみとなる。先代のジングルである「どうする? アイフル」は、女声が語りかけるように歌うソフトなアレンジへ変更され、継続使用された。
  - 2003年（平成15年）10月よりアイドルの安田美沙子が女性店員役として「アイフルです。」のカットのみ出演（清水とは直接共演しない）したり、くぅ〜ちゃんと安田が共演する作品が制作されるようになった。
- 2007年（平成19年）4月からタレントのうえむらちかを女性店員役に起用したCMが放送されていた（BGMはサクソフォーン四重奏）。

チワワなどを使ったテレビCMなどについて、2006年（平成18年）1月18日、「アイフル被害対策全国会議」が社団法人日本広告審査機構（JARO）に中止や適正化を求める苦情申し立てを行った。同会議は「CMでは実質年率が28.835%と表示しているが、これが利息制限法違反の無効な金利であることを示しておらず、視聴者に誤解を与える。また、小さくて可愛らしい愛玩動物であるチワワなどを使って現実と懸け離れたソフトなイメージの宣伝広告を行っている」という理由を示している。これが直接作用してCM放映が中止されることは無かったが、同年4月に全店を対象とした業務停止命令処分を当局から受け、同年4月14日から、CMの放送などを自粛。公共広告機構（現・ACジャパン）のCMに差し替えられた。これによりチワワが登場するシリーズのCMは打ち切られた。当初、2か月の自粛と発表されたものの、長期にわたりCMは放送されなかった。2007年（平成19年）1月19日の放送分からCM及び提供クレジットが再開された。
2007年（平成19年）12月20日放送の日本テレビ「くちコミ☆ジョニー!」に、チワワのCMに出演していたパパ役の清水章吾の娘が、この人の親が誰かを当てるコーナーで出演した。その際には、チワワのCMに関して「大人の事情で流せません」と説明が入った。
- 2012年（平成24年）4月からは、お笑いコンビのバナナマン（設楽統・日村勇紀）とお笑いタレントのいとうあさこの出演によるCMが放送されていた。CM内容はバナナマンバージョンといとうバージョンの2作が製作されている。なお2014年（平成26年）にはバナナマンに加え、スギちゃん・たんぽぽ（白鳥久美子・川村エミコ）・曙(かつてレイクに出演)が出演するバージョンが制作された。
- 2016年（平成28年）3月7日からはバナナマンのみの出演となり、キャッチフレーズを「わかってるぅ〜 アイフル」に変更し、「ホテルアイフル」シリーズが放送された。基本的な内容は、コンシェルジュに扮したバナナマンが、 ホテルアイフルに訪れる様々なお客様の悩みを解決していくというもの。
- 2018年（平成30年）4月1日からは「愛がいちばん。アイフル」をキャッチフレーズとし、大地真央と今野浩喜が出演する「凛とした女将」シリーズが放送される。基本的な内容は、大地が京都老舗料亭の女将役、今野が板長役で、日々の生活で大地が今野に「そこに、愛はあるんか? 信じられる愛は、あるんか?」と問いかけるというもの。その後は大地が様々な職業に転職するなどして愛を問いかけ、今野がツッコミを入れるパターンを中心としたシリーズとなっている。なお、2022年（令和4年）9月26日から放映されている「カンフー女将」編で前述した新VIへ変更される。
- なお2022年に放送された「現代文講師」篇では上記の2人に加え、渡辺伸一朗が、2023年に放送された「久しぶりに料亭」篇では粗品が出演している。

### CMソング
- Heartful Dream - 橋本一子
- いつも心は - 橋本一子
- 恋人のように - 辰田さやか
- 恋の技を決めてあなたを振り向かせる。 - ハナエリカ
- 人間なのさ - ガガガSP
- お地蔵サンバ - Satchomo（小林幸子）

### パロディ
- 第22回ABAふるさと自慢わがまちCМ大賞で、青森県佐井村の作品は、当社のCМのフォーマットを流用した[23]。

## 提供番組（2023年4月現在）
現在
- 日本テレビ系列　※2020年10月からは、絨毯つきのカラー表示で、赤帯に「ハートマークアイフル」→赤文字で「ハートマークアイフル」の表記となる。
  - 月曜から夜ふかし（2020年4月 - ）※同業者のプロミス、2022年10月からは追加でアコム、SMBCモビットも提供。プラチナイト当時は前半ナショナルスポンサーで、2022年4月からの22時台に移行後も提供は継続。※『ヒルナンデス!』から移行→『しゃべくり007』から引き継ぎ。
  - カズレーザーと学ぶ。 ※同業者のプロミスも提供。
  - 笑点
  - news zero ※火曜中盤ナショナルスポンサー[注 1]。 ※『ダウンタウンDX』から移行。

- テレビ朝日系列 ※上記2番組は、隔週で同業者のアコムも提供。2022年4月からは、絨毯つきのカラー表示で、当初は赤帯に、UI変更後は赤文字で「ハートマークアイフル」の表記となる。
  - お笑い実力刃 presents 証言者バラエティ アンタウォッチマン!（火曜深夜移行後）
  - アメトーーク! ※後半ナショナルスポンサー。
  - 新婚さんいらっしゃい!（朝日放送テレビ制作）

- TBS系列
  - アッコにおまかせ!
  - 水曜日のダウンタウン ※同業者のアコム、プロミス、レイクも提供。
  - 櫻井・有吉 THE夜会 ※同業者のプロミスも提供。
  - 林先生が驚く初耳学!（MBSテレビ制作）

- フジテレビ系列
  - ダウンタウンなう→人志松本の酒のツマミになる話 ※同業者のアコム、SMBCモビット、レイクも提供。『ダウンタウンなう』時代はプロミスも提供。
  - 全力!脱力タイムズ
  - 土曜プレミアム ※別枠では、同業者のレイク、三井住友銀行が提供。
  - オトナの土ドラ（東海テレビ制作）

- その他
  - 笑レース（フジテレビ）

過去
- 日本テレビ系列
  - ヒルナンデス!（火曜）
  - シューイチ
  - エンタの神様
  - 恋のから騒ぎ
  - ザ!世界仰天ニュース（水曜時代）
  - 幸せ!ボンビーガール → 一撃解明バラエティ ひと目でわかる!! ※同業者のプロミスも提供していた。
  - しゃべくり007（22時時代） ※末期はプロミスも提供だった。嘗てはアコム、JCBも提供だった。
  - ダウンタウンDX（読売テレビ制作）※同業者のアコム、SMBC モビットも提供だった。その後は三井住友銀行を経て現在はプロミスに移行している。
- テレビ朝日系列
  - ロンドンハーツ（火曜深夜移行後）※隔週で同業者のアコムも提供。ゴールデンタイム時代に提供していた時期もあり。[注 2]
  - やべっちFC
  - 有吉クイズ（火曜深夜移行後）※隔週で同業者のアコムも提供。
- TBS系列
  - 水曜プレミア（第1期）
  - 世界バリバリ☆バリュー（MBS制作）
  - リンカーン
  - 100秒博士アカデミー
  - 今、この顔がスゴい!
- フジテレビ系列
  - 街道紀行（1社提供）
  - 水10!
  - ジャンプ!○○中
  - 爆笑レッドカーペット（水曜時代）
  - 水10ドラマ（第3期）
  - とんねるずのみなさんのおかげでした

## 文化事業
福田吉孝は江戸時代から近代にかけて主に京都画壇で活動した絵師の作品を収集し、日本画コレクションを形成した。2019年10月、それらを収蔵・展示する福田美術館を京都市右京区嵯峨に開館した。俵屋宗達・円山応挙・与謝蕪村・伊藤若冲・竹内栖鳳・橋本関雪・速水御舟・上村松園らの作品計約1,500点を収蔵。館長は福田の長女である川畑光佐が務める。

### 注
1. ↑  テレビ宮崎（全編ローカルセールス）を除く29局で放送。
2. ↑  2019年6月25日と7月2日は、隔週で提供しているアコムと共に提供自粛（7月9日より提供復帰したが、一時期の間、提供クレジットは自粛した）。